# Livets Storme
Livets Storme er en dansk stum dramafilm fra 1910 produceret af Nordisk Films Kompagni og instrueret af August Blom.

## Handling
En ung dygtig musiker bedårer en ung kvinde. Hendes forældre er imod ægteskabet, men hun løber bort med musikeren og får en søn med ham. Hendes fader dør, og hun forlader musiker og barn for at vende tilbage for at hjælpe moderen. Økonomiske problemer tvinger hende til at gifte sig med en ældre nobel baron. Musikeren opfostrer alene sønnen, der udvikler sig til et musikalsk geni. En dag hører moderen (der i mellemtiden er blevet enke efter baronens død) sønnen spille ved en koncert og opsøger søn og musikeren. Musikeren vil dog ikke kendes ved hende. Senere kommer musikeren og sønnen ud for en bilulykke og bringes til en nærliggende villa, der viser sig at være kvindens. Musikeren tilgiver kvinden og familien er atter samlet i harmoni.

## Medvirkende
- Johannes Meyer, musikeren
- Julie Henriksen, musikerens hustru
- Lauritz Olsen
- Franz Skondrup
- Petrine Sonne
- Erik Crone
- Poul Skondrup, parrets dreng
- Edvard Jacobsen